# Gabi Zange
Gabriele "Gabi" Zange (née Schönbrunn), nemška hitrostna drsalka, * 1. junij 1961, Crimmitschau.
Zangejeva je bila specializirana za dolge proge (3000 m in 5000 m), v teh dveh disciplinah pa je osvojila tudi tri bronaste medalje na Zimskih olimpijskih igrah, v letih 1984 in 1988. Na 3000 metrov je leta 1981 postavila svetovni rekord v Medeu s časom 4:21,70). Leta 1984 je z novim svetovnim rekordom na 5000 metrov, (7:39,44) osvojila naslov evropske prvakinje, na svetovnem prvenstvu istega leta pa je osvojila tretje mesto. Naslednje leto je na svetovnem prvenstvu osvojila srebrno medaljo, nato pa do sezone 1987–88 ni več osvajala medalj. V tej sezoni je znova postavila svetovni rekord na 3000 metrov (4:14,76 ) in na Olimpijskih igrah osvojila dve bronasti medalji. Športno se je upokojila kmalu po koncu Olimpijskih iger 1988 in se zaposlila kot fizioterapevtka.
Osebni rekordi:
- 500 m – 41:93 (1981)
- 1000 m – 1:22,00 (1988)
- 1500 m – 2:04,98 (1988)
- 3000 m – 4:16,76 (1988)
- 5000 m – 7:21,61 (1988)